# مليندا ماكغراو
مليندا ماكغراو (بالإنجليزية: Melinda McGraw)‏ مواليد 25 أكتوبر 1963 في نيقوسيا، قبرص، هي ممثلة أمريكية.

## وصلات خارجية
- مليندا ماكغراو على موقع IMDb (الإنجليزية)
- مليندا ماكغراو على موقع ألو سيني (الفرنسية)
- مليندا ماكغراو على موقع أول موفي (الإنجليزية)
- مليندا ماكغراو على موقع قاعدة بيانات الأفلام السويدية (السويدية)
- مليندا ماكغراو على موقع إن إن دي بي (الإنجليزية)
- مليندا ماكغراو على موقع قاعدة بيانات الفيلم (الإنجليزية)
- مليندا ماكغراو على موقع كينوبويسك (الروسية)